# Рабочая книга социолога
«Рабо́чая кни́га социо́лога» — первое в СССР «практическое пособие по проведению конкретных социальных исследований» под редакцией академика РАН Г. В. Осипова, впервые вышедшее в 1976 году.
Сам Г. В. Осипов отмечал, что «„Рабочая книга социолога" стала своеобразным символом борьбы социологов за становление социологической науки в Советском Союзе и России».

## Содержание
Главная цель написания заключалась в раскрытии всего необходимого научного инструментария, которым должен уметь пользоваться социолог, а также описание научных методологий социологических исследований. Социология впервые была представлена как самостоятельная общественная наука. В книге была предпринята попытка рассмотреть теоретико-методологические основы, предмет и структуру социологии, а также основные области социологических исследований, способы их организации проведения, рабочий и стратегический планы исследований.
За рубежом книга была переведена и издана на испанском, китайском и многих других языках.

## Издания
- Рабочая книга социолога / Чл.-кор. АН СССР М. Н. Руткевич, д-ра филос. наук Г. В. Осипов и С. Ф. Фролов и др.; [Редколлегия: Г. В. Осипов (отв. ред.), Гвишиани Д. М., Колбановский В. В., Руткевич М. Н. и др.; АН СССР, Ин-т социол. исследований. — М.: Наука, 1976. — 512 с. — 15 000 экз.
- Рабочая книга социолога / М. Н. Руткевич, В. Г. Андреенков, А. В. Кабыща и др.; Редкол.: Г. В. Осипов и др.; АН СССР, Ин-т социологических исследований. — 2-е изд., переработ. и дополн. — М.: Наука, 1983. — 477 с. — 20 300 экз.
- Рабочая книга социолога / Редкол.: Г.В. Осипов (отв. ред.) и др.. — 3-е изд. — М.: УРСС, 2003. — 477 с. — 1000 экз. — ISBN 5-354-00278-8.
- Рабочая книга социолога: первое в нашей стране практическое пособие по проведению конкретных социальных исслед., сохранившее свою ценность и сегодня, первый и до сих пор непревзойдённый учеб. социологии в СССР и России, кн., на которой учились и продолжают учиться тысячи социологов, классическое учеб. пособие, раскрывшее предмет социологии как самостоятельной общественной науки: монография / под общ. ред. и с предисл. Г. В. Осипова. — Изд. 4-е, стер.. — М.: УРСС, ЛЕНАНД, 2006. — 477 с. — ISBN 5-484-00491-8.
- Рабочая книга социолога : первое в нашей стране практическое пособие по проведению конкретных социальных исследований, сохранившее свою ценность и сегодня, первый и до сих пор непревзойдённый учебник социологии в СССР и России, книга, на которой учились и продолжают учиться тысячи социологов, классическое учебное пособие, раскрывшее предмет социологии как самостоятельной общественной науки: монография / А. М. Яковлев и др.; под общ. ред. и с предисл. Г. В. Осипова. — 5-е изд. — М.: УРСС, 2009. — 477 с. — ISBN 978-5-397-00112-0.